# Histoire des chemins de fer à Cuba
L'Histoire des chemins de fer à Cuba, très précoce et très développée, a fait de cette île un point de repère important pour l'Histoire des chemins de fer en Amérique latine.
Les européens ont introduit le chemin de fer à Cuba, pour la culture du sucre et du café et le transport des minerais de cuivre. Le développement du réseau ferré reliant les régions sucrières aux côtes de l'île commence dès la première moitié des années 1830. En 1870, les constructions de voies ferrées sont en plein essor et Cuba, toujours sous domination espagnole, est la région d'Amérique latine de loin la plus équipée avec 1 295 km de chemin de fer en service, suivie par le Chili (797 km), le Brésil (744 km), l'Argentine (732 km), le Péoru (669 km), et le Mexique (417 km).

## Le chemin de fer du sucre et du café
Le 12 octobre 1834, la Reine d'Espagne Isabelle II autorise la première ligne de chemin de fer de la grande île, sur le parcours La Havane - Güines. Un emprunt de 2 millions de pesos est négocié en Angleterre et l'américain Alfred Cruger recruté comme ingénieur principal pour assurer la construction.  
Le 10 novembre 1837 est inaugurée la ligne La Havane-Güines, première de l'Empire espagnol, sur 27,5 kilomètres. Fin 1839, le chemin de fer atteint la ville de Güines, au cœur d'une riche région agricole et sucrière au sud-est de La Havane. Benjamin H. Wright, l'un des lieutenants de l'américain Alfred Cruger, qui s'est brouillé avec lui lors de la construction de la ligne La Havane-Güines, sera recruté pour construire une autre ligne ferroviaire, de Puerto Principe à Nuevitas.
Les réseaux ferroviaires locaux sont développés à Matanzas, région caféière, Cárdenas, Cienfuegos et Sagua La Grande, à l'ouest et au centre de l'île. Le 10 janvier 1837, un deuxième chemin de fer a obtenu sa concession pour relier Camagüey (alors appelé Port-au-Prince) au port de Nuevitas. Gaspar Betancourt Cisneros achève la première section en 1846, mais aller jusqu'à Camagüey prend 5 ans de plus. 

## Le chemin de fer du cuivre
Des propriétaires espagnols et anglais exploitent les mines de cuivre les plus abondantes de la partie orientale de l'îlet et en 1829, le français Prudencio Casamayor, de son vrai nom Prudent Casimajou, né à Sauveterre-du-Béarn, planteur à Saint-Domingue où il se livre à la traite négrière, puis émigré à Cuba, signale une veine de cuivre à Santiago del Prado.
Devenu actionnaire des sociétés d'exploitation du cuivre d'El Cobre, il est rapidement considéré comme l'homme le plus riche de Santiago et fait appel à des ingénieurs français comme Jules Sagebien, a vécu à Cuba durant quarante deux ans où il a développé des ponts, des voies ferrées en long et en large de toute l’Ile, et fut un précurseur de la technologie ferroviaire cubaine. Il s'est investi dans les chemins de fer de Cienfuegos, Guantánamo et celui de l'Ouest à La Havane, construit en 1844 un chemin de fer à voie étroite dans les mines d'El Cobre, destiné au transport du cuivre.

## Les importations de matériel français
Les investissements directs dans le chemin de fer émanent aussi de la «sugarocracy» créole Cubaine ou plus tard par d'autres français, tels que François-Régis de la Valade du Repaire de Truffin, alias Regino Truffin né en 1857, président de la Chambre du Commerce français et Consul impérial de Russie, à la Havane, qui fut un des promoteurs de la grande industrie sucrière et des chemins de fer.

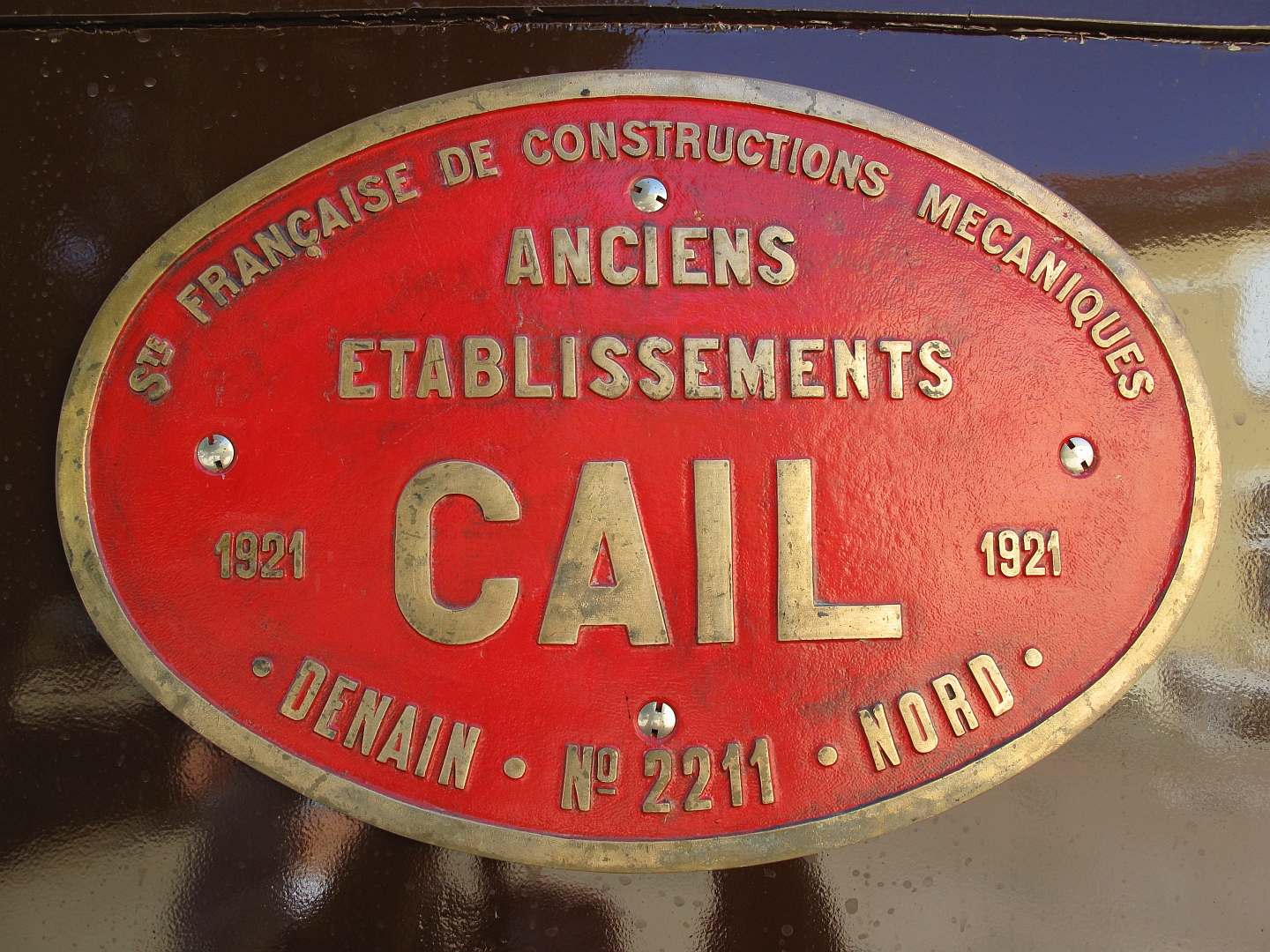
Plaque de constructeur de locomotive Cail.

L'américain Alfred Cruger utilise d'abord des locomotives anglaises puis décide d'acheter uniquement du matériel américain. Les ingénieurs français, très présents, assurent cependant d'autres voies d'importation de la technologie ferroviaire. La Société Ch.Derosne et Cail est créée le 4 mars 1836 pour succéder à l'atelier de Charles Derosne, l'un des premiers en France à fabriquer le sucre de betterave dès 1811. 
Elle construit à Paris des machines à vapeur pour les sucreries et locomotives à Cuba, dans ses usines du quartier de Chaillot, 46 quai de Billy et rue des Batailles (avenue d'Iéna), avec plus de 1 200 ouvriers mécaniciens. Jean-François Cail, promoteur du concept d'agriculture industrielle, obtient une position dominante, car il a vendu des machines à Cuba et à Porto Rico dès 1830. Environ 500 usines à sucre seront équipées par la maison Cail dans le monde, encouragée par les militaires qui y voient la défense de l’île.

## Une croissance inégale sur le plan géographique
Le développement ferroviaire est cependant inégal sur le plan géographique : les régions caféières de la moitié orientale de l'île, à l'est de Santa Clara et Caibarién, ne bénéficieront du développement du chemin de fer que beaucoup plus tard, vers 1898, contrairement à l'ouest et au centre, favorisés dès les années 1840, l'ouest captant même 80 % du réseau ferré.

## Révolution
Le réseau est nationalisé lors de la Révolution cubaine, et amène à la création des Ferrocarriles de Cuba.